# Apêndice do epidídimo
O apêndice do epidídimo (ou hidátide pedunculada) é um pequeno apêndice espreitado (por vezes duplicado) na cabeça do epidídimo. É geralmente considerado como um ducto eferente separado.
Essa estrutura é derivada do ducto de Wolff (Duto Mesonéfrico), em oposição ao apêndice testicular, que é derivado do ducto de Müller (Ducto Paramesonéfrico) remanescente.